# Карпоки
Карпоки (до 2009 року — Карпеки) — село в Україні, у Козелецькій селищній громаді Чернігівського району Чернігівської області. Населення становить 113 осіб. До 2020 орган місцевого самоврядування — Сираївська сільська рада. Храмове свято села Карпоки — Трійця.

## Історія
12 червня 2020 року, відповідно до розпорядження Кабінету Міністрів України № 730-р «Про визначення адміністративних центрів та затвердження територій територіальних громад Чернігівської області», увійшло до складу Козелецької селищної громади.
19 липня 2020 року, у результаті адміністративно-територіальної реформи та ліквідації Козелецького району, село увійшло до складу Чернігівського району Чернігівської області.

## Населення
1901 - 342 жителя.

### Мова
Розподіл населення за рідною мовою за даними перепису 2001 року:
| Мова       | Кількість | Відсоток |
| ---------- | --------- | -------- |
| українська | 147       | 98.00%   |
| російська  | 2         | 1.33%    |
| німецька   | 1         | 0.67%    |
| Усього     | 150       | 100%     |